# Bourse macédonienne
La Bourse macédonienne (en macédonien : Македонска берза, Makedonska berza) est la principale bourse de valeurs de la Macédoine du Nord. Elle se trouve dans la capitale du pays, Skopje, et son nom est abrégé en MSE. Elle a été établie en 1995 et fut opérationnelle en 1996.

## Opérations

### Indices
La bourse macédonienne compte trois indices boursiers :
- MBI 10 (Macedonian Blue Chip Index)
- MBID (Macedonian Stock Exchange Index pour les entreprises publiques)
- OMB (Bond Index)